# Port lotniczy Waszyngton-Dulles
Port lotniczy Waszyngton-Dulles (ang.: Washington Dulles International Airport, kod IATA: IAD, kod ICAO: KIAD) – międzynarodowe lotnisko położone 41 km na zachód od centrum stolicy USA, Waszyngtonu, w stanie Wirginia. W 2005 obsłużył około 27 mln pasażerów.
Posiada ciekawie zaprojektowany terminal lotniczy z dachem przypominającym skrzydło lub falę autorstwa Eero Saarinena z 1963.

## Linie lotnicze i połączenia
Lotnisko obsługiwane jest przez 43 linie lotnicze, które oferują bezpośrednie połączenia do 145 portów lotniczych w 49 krajach:
| Linia lotnicza                | Kierunek |
| ----------------------------- | --- |
| Aer Lingus                    | 1. Dublin |
| Aeroméxico                    | 1. Meksyk |
| Air Canada                    | Sezonowo: 1. Vancouver |
| Air Canada Express            | 1. Montréal-Trudeau 2. Toronto-Pearson |
| Air China                     | 1. Pekin |
| Air France                    | 1. Paryż-Charles de Gaulle |
| Air India                     | 1. Delhi |
| Alaska Airlines               | 1. Los Angeles 2. San Diego 3. San Francisco 4. Seattle-Tacoma |
| Allegiant Air                 | 1. Jacksonville (FL) 2. Punta Gorda (FL) 3. Sarasota |
| All Nippon Airways            | 1. Tokio-Haneda |
| American Airlines             | 1. Dallas-Fort Worth |
| American Eagle                | 1. Charlotte |
| Austrian Airlines             | 1. Wiedeń |
| Avelo Airlines                | 1. New Haven |
| Avianca                       | 1. Bogotá |
| Avianca Costa Rica            | 1. Gwatemala 2. San José |
| Avianca El Salvador           | 1. San Salvador |
| British Airways               | 1. Londyn-Heathrow |
| Brussels Airlines             | Sezonowo: 1. Bruksela |
| Copa Airlines                 | 1. Panama |
| Delta Air Lines               | 1. Atlanta 2. Salt Lake City 3. Seattle-Tacoma Sezonowo: 1. Detroit |
| Delta Connection              | 1. Detroit 2. Minneapolis 3. Nowy Jork-JFK |
| Egyptair                      | 1. Kair |
| Emirates                      | 1. Dubaj |
| Ethiopian Airlines            | 1. Addis Abeba 2. Rzym-Fiumicino 3. Lomé |
| Etihad Airways                | 1. Abu Zabi |
| Frontier Airlines             | 1. Atlanta (wznowione 14 listopada 2024) 2. Orlando (wznowione 14 listopada 2024) |
| Iberia                        | 1. Madryt |
| Icelandair                    | 1. Reykjavík-Keflavík |
| ITA Airways                   | 1. Rzym-Fiumicino |
| KLM                           | 1. Amsterdam |
| Korean Air                    | 1. Seul-Inczon |
| Lufthansa                     | 1. Frankfurt 2. Monachium |
| Play                          | 1. Reykjavík-Keflavík |
| Porter Airlines               | 1. Toronto-Billy Bishop |
| Qatar Airways                 | 1. Doha |
| Royal Air Maroc               | 1. Casablanca |
| Saudia                        | 1. Dżudda 2. Rijad |
| Scandinavian Airlines         | 1. Kopenhaga |
| Southern Airways Express      | 1. Bradford (PA) 2. DuBois (PA) 3. Lancaster (PA) 4. Morgantown (WV) 5. Williamsport (PA) |
| Southwest Airlines            | 1. Denver 2. Phoenix |
| Sun Country Airlines          | Sezonowo: 1. Minneapolis |
| Swiss International Air Lines | 1. Zurych |
| TAP Portugal                  | 1. Lizbona |
| Turkish Airlines              | 1. Stambuł |
| United Airlines               | 1. Akra 2. Amman (zawieszone) 3. Amsterdam 4. / Aruba 5. Atlanta 6. Austin 7. Barbados 8. Pekin 9. Boston 10. Bruksela 11. Cancún 12. Kapsztad 13. Charleston (SC) 14. Charlotte 15. Chicago-O'Hare 16. Cleveland 17. Dakar (od 23 maja 2025) 18. Dallas-Fort Worth 19. Denver 20. Detroit 21. Dublin 22. Fort Lauderdale 23. Fort Myers 24. Frankfurt 25. Genewa 26. / Grand Cayman 27. Gwatemala 28. Hartford 29. Honolulu 30. Houston-Intercontinental 31. Jacksonville (FL) 32. Lagos 33. Las Vegas 34. Lizbona 35. Londyn-Heathrow 36. Los Angeles 37. Madryt 38. Meksyk 39. Miami 40. Monachium 41. Nashville 42. Nassau 43. Newark 44. Nowy Orlean 45. Nowy Jork-LaGuardia 46. Norfolk 47. Orlando 48. Paryż-Charles de Gaulle 49. Phoenix 50. Pittsburgh 51. Portland (OR) 52. / Providenciales 53. Punta Cana 54. Raleigh-Durham 55. Rzym-Fiumicino 56. Sacramento 57. / St. Thomas 58. San Antonio 59. San Diego 60. San Francisco 61. San José 62. / San Juan 63. San Salvador 64. São Paulo-Guarulhos 65. Seattle-Tacoma 66. Tampa 67. Tokio-Haneda 68. Zurych Sezonowo: 1. Anchorage 2. Ateny 3. Barcelona 4. Bozeman 5. Calgary 6. Edynburg 7. Hayden/Steamboat Springs 8. Indianapolis 9. Key West 10. Montego Bay 11. Nicea (od 24 maja 2025) 12. Palm Springs (od 19 grudnia 2024) 13. Sarasota 14. / Sint Maarten 15. Tel Awiw (zawieszone) 16. Vancouver 17. Wenecja (od 22 maja 2025) |
| United Express                | 1. Albany (NY) 2. Buffalo 3. Burlington (VT) 4. Charleston (SC) 5. Charlotte 6. Charlottesville (VA) 7. Cincinnati 8. Cleveland 9. Columbia (SC) 10. Columbus 11. Dayton 12. Detroit 13. Greensboro (od 27 października 2024) 14. Greenville 15. Harrisburg 16. Hartford 17. Huntsville 18. Indianapolis 19. Johnstown (PA) 20. Kansas City 21. Knoxville 22. Louisville 23. Minneapolis 24. Mobile 25. Montréal-Trudeau 26. Nashville 27. Newark 28. Nowy Orlean 29. Nowy Jork-LaGuardia 30. Norfolk 31. Ottawa 32. Filadelfia 33. Pittsburgh 34. Portland (ME) 35. Providence 36. Raleigh-Durham 37. Richmond 38. Roanoke 39. Rochester (NY) 40. Saint Louis 41. Savannah 42. State College 43. Syracuse 44. Toronto-Pearson 45. Wilkes-Barre/Scranton Sezonowo: 1. Bozeman 2. Jacksonville (FL) 3. Key West 4. Traverse City 5. West Palm Beach |
| Virgin Atlantic               | 1. Londyn-Heathrow |
| WestJet                       | Sezonowo: 1. Calgary |